# Colpotrochia kurisuei
Colpotrochia kurisuei là một loài tò vò trong họ Ichneumonidae.